# Акоста Солис, Мисаэль
Мисаэль Акоста Солис (исп. Misael Acosta Solis; 16 декабря 1910, Амбато, Эквадор — 4 апреля 1994, Кито, Эквадор) — эквадорский учёный-натуралист, ботаник, географ, эколог, педагог.

## Биография
Был старшим из восьми братьев. В 1934 году окончил Центральный университет Эквадора, там же получил докторскую степень. С 1935 года — профессор того же университета.
С 1936 года руководил Ботаническим институтом при Центральном университете Эквадора. В 1939 году стал членом-корреспондентом Национального географического общества США.
С 1941 года — директор института естественных наук и Национального комитета по охране природы, член руководства Дома эквадорской культуры. Основал Департамент лесного хозяйства Эквадора.
Работал профессором ботаники и экологии в Папском католическом университете Эквадора.

## Научная деятельность
Занимался исследованиями ботаники тропических растений, классификацией флоры, проблем восстановления тропических лесов.
Автор работ: 5-томной энциклопедии «Естественные ресурсы Эквадора и их сохранение», которая была удостоена премии Уоллеса Этвуда Панамериканского института географии и истории, а также «Геоботаническая классификация лесов и растений Эквадора», «Ценные породы деревьев на территории Эквадора и их использование» и др.
Собрал уникальный гербарий эквадорской флоры. Почётный член академий наук и научных обществ ряда стран Латинской Америки и США.

## Награды
- Национальный орден Заслуг (Эквадор) (1982)
- Национальная премия им. Эухенио Эспехо за достижения в научной сфере, присуждаемая президентом Эквадора (Premio Eugenio Espejo, 1989)
- Премия Гумбольдта (Германия).